# Thalamita parvidens
Thalamita parvidens is een krabbensoort uit de familie van de Portunidae. De wetenschappelijke naam van de soort is voor het eerst geldig gepubliceerd in 1907 door Rathbun.